# Julianów (Rawa)
Pour les articles homonymes, voir Julianów.
Julianów est une localité polonaise de la gmina et du powiat de Rawa Mazowiecka en voïvodie de Łódź.